# St. Bonifatius (Hemer)
Die Kirche St. Bonifatius ist mit ca. 70 Metern das höchste Gebäude der Stadt Hemer und steht seit 2001 unter Denkmalschutz. St. Bonifatius ist die zweitälteste der fünf katholischen Filialkirchen in Hemer und befindet sich im Ortsteil Sundwig. Die Gemeinde liegt im Dekanat Märkisches Sauerland.

## Geschichte des Kirchenbaus

### Der Vorgängerbau
Für die Katholiken im Hemeraner Raum gab es bis 1872 nur eine Gottesdienstmöglichkeit in der St.-Peter-und-Paul-Kirche in Niederhemer. Dorthin war es von Sundwig und Deilinghofen aber ein sehr langer und beschwerlicher Weg. Deshalb setzten sich zwei Gemeindemitglieder dafür ein, einen Gottesdienstraum in Deilinghofen errichten zu dürfen. Auf Vorschlag des Hemeraner Pastors wurde dann jedoch ein Kirchenbau im zentraleren Sundwig eingeweiht. Der Bau stand nach der Grundsteinlegung am 26. Juni 1871 unter den Konsequenzen des Kulturkampfes und musste für einige Wochen unterbrochen werden. Am 1872 wurde die Missionskirche geweiht. Das Bauwerk, das auch Schulklassen und eine Vikarwohnung enthielt, wurde erst Jahrzehnte nach der Einweihung von St. Bonifatius im Jahre 1969 abgebrochen. Der Heilige Bonifatius wurde schon in der Missionskirche zum Kirchenpatron bestimmt.
Das Vorhaben, die Sundwiger Gemeinde von der St. Peter und Paul abzupfarren, wurde 1890 vom Erzbistum Paderborn abgelehnt. Am 30. September 1896 erhob Erzbischof Hubert Theophil Simar die Gemeinde schließlich doch zur selbstständigen Pfarrei.
Bis zum 31. Dezember 2020 war St. Bonifatius eigenständige Pfarrkirche in dem zum 31. Dezember 2020 aufgelösten Pastoralverbund Hemer. Seit dem 1. Januar 2021 gehört die Gemeinde zur neu gegründeten Gesamtpfarrei St. Vitus Hemer.

### Planung und Bau

St. Bonifatius im Bau (1904)

Als Franz Bals im Dezember 1898 als erster Pfarrer der Sundwiger Gemeinde eingeführt wurde, begannen die Planungen zum Kirchenneubau. Die Missionskirche war zu klein geworden, da die Anzahl der Katholiken in dieser Zeit sehr stark anstieg. Bereits 1897 hatte das Erzbistum die Erweiterung der bestehenden Kirche um ein Querschiff genehmigt, doch Pfarrer Bals lehnte diesen Plan ab. Stattdessen erwarb er 1899 einige Grundstücke oberhalb der Missionskirche. Weiterer Grunderwerb folgte im Laufe der nächsten Jahre. 1901 zog der Pfarrer aus der Wohnung im Gebäude der katholischen Schule in ein neues Pastoratsgebäude.
Zum Osterfest 1904 konnte schließlich mit den Bauarbeiten nach den Plänen des Architekten Hermann Wielers aus Bochum begonnen werden. Am 5. Juni 1904, dem Festtag des hl. Bonifatius, der auch Schutzpatron der neuen Kirche wurde, erfolgte die Grundsteinlegung. Bereits ein Jahr später konnte die Kirche eingeweiht werden. Die Gesamtkosten für den Bau der Kirche lagen bei etwa 80.000 Mark. Der Bau bot Platz für rund 400 Gläubige.

### Die Weihe
Auf Wunsch der Gemeinde wurde die Kirche vom damaligen Bischof des Bistums Metz, Willibrord Benzler, geweiht. Diesem Wunsch kam der gebürtige Hemeraner am 5. August 1905 gemeinsam mit dem Paderborner Bischof Wilhelm Schneider nach. Am Tag der Weihe wurde Bischof Benzler mit einem geschmückten Pferdewagen von Peter Grah von Niederhemer zur Kirche nach Sundwig gefahren.

## Architektur und Ausstattung

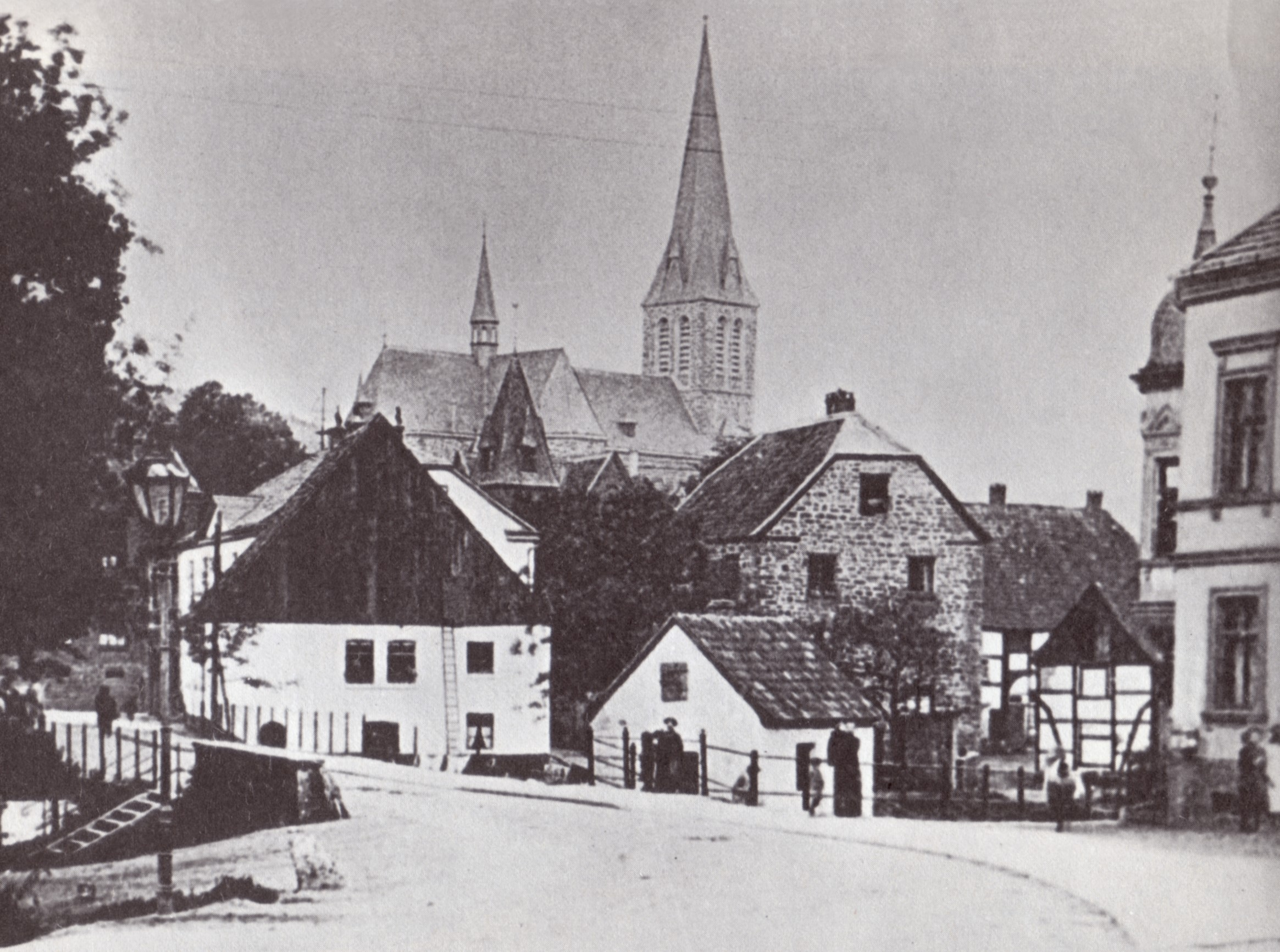
St. Bonifatius (1906)

Die Pläne des Architekten Hermann Wielers sahen ein 25 Meter hohes Mittelschiff vor, an dessen westlichem Ende die Orgelempore angebaut wurde. Durch den hervorgehobenen Bauplatz ist der Turm der neugotischen, dreischiffigen Kirche weithin sichtbar. Das Gebäude wurde aus Bruchstein errichtet.
Die Spende eines Gesangsvereins ermöglichte es, das Fenster hinter dem Hochaltar per Glasmalerei zu gestalten. Es zeigte neben der Kreuzigung Jesu auch ein Bild aus der Bonifatius-Legende. Nach dem Ende des Ersten Weltkriegs wurden auch die beiden benachbarten Fenster mit Szenen aus der Passion Christi gestaltet. Der Hochaltar wurde der St.-Bonifatius-Kirche in Herne abgekauft.

### Orgel
Die erste Orgel wurde 1894 von der Firma Franz Eggert in Paderborn für die Missionskirche geliefert. Das Orgelwerk hatte ein Manual, ein Pedal, 10 Register und Kegelladen mit pneumatischer Traktur. Nach Fertigstellung der neuen Bonifatiuskirche im Jahre 1905 wurde diese Orgel, erweitert um drei Register, in die neue Kirche übernommen. 1948 wurde die Anschaffung einer neuen Orgel beschlossen. Orgelbau Werner Bosch aus Kassel baute eine Orgel mit 22 Registern. Eine Windlade und sieben Register wurden aus der alten Orgel übernommen. Die Weihe fand am 24. Juli 1949 statt. Im Zuge der Restaurierung der Kirche wurde die Orgel 1967 abermals ersetzt. Die Orgelbaufirma Franz Breil aus Dorsten lieh der Gemeinde vorerst mietfrei eine Orgel, bevor 1978 bei dieser Firma ein neues Instrument bestellt wurde. Einige Register aus der alten Orgel, die bei der Firma eingelagert waren, wurden wieder verwendet. Die Orgel wurde am 19. März 1978 in einem festlichen Konzert eingeweiht.
Disposition der Bosch-Orgel:
| Hauptwerk     |       |
| Gedacktpommer | 16′   |
| Prinzipal     | 8′    |
| Dolce         | 8′    |
| Óctave        | 4′    |
| Konzertflöte  | 4′    |
| Quinta        | 2 ⁄3′ |
| Octave        | 2′    |
| Mixtur III-IV |       |

| Oberwerk        |       |
| Hornprinzipal   | 8′    |
| Singend Gedackt | 8′    |
| Salicional      | 8′    |
| Weitprinzipal   | 4′    |
| Rohrflöte       | 4′    |
| Nachthorn       | 2′    |
| Sesquialter II  |       |
| Quinte          | 1 ⁄3′ |
| Hellzimbel II   |       |

| Pedal              |     |
| Subbass            | 16′ |
| Zartbass (Transm.) | 16′ |
| Oktavbass          | 8′  |
| Choralbass         | 4′  |
| Posaune            | 16′ |

- Nebenzüge: Koppeln II/I, I/Pedal, II/Pedal, Sub II/I

Disposition der Breil-Orgel:
| Hauptwerk    |    |
| Prinzipal    | 8′ |
| Holzflöte    | 8′ |
| Óktave       | 4′ |
| Rohrflöte    | 4′ |
| Nachthorn    | 2′ |
| Mixtur IV-VI |    |

| Schwellwerk            |       |
| Gedackt                | 8′    |
| Dolce                  | 8′    |
| Weidenpfeife           | 4′    |
| Prinzipal              | 2′    |
| Quinte                 | 1 ⁄3′ |
| Zimbel III             |       |
| Schalmey               | 8′    |
| (noch nicht eingebaut) |       |

| Pedal       |       |
| Subbass     | 16′   |
| Oktavbass   | 8′    |
| Gedacktbass | 8′    |
| Piffaro II  | 4′+2′ |
| Posaune     | 16′   |

- Koppeln: I/P, II/P, II/I

### Glocken
Zudem verfügte die Kirche bei der Weihe über vier neue Glocken, dessen Finanzierung Gruppen aus der Gemeinde übernahmen. Das Geläut wurde von der Gießerei Petit & Gebr. Edelbrock gegossen. Die Glocken hatten ein Gewicht von 1184, 760, 450 und 311 Kilogramm und kosteten zusammen rund 5400 DM. Nachdem im Ersten Weltkrieg drei Glocken abgegeben worden waren, schaffte die Gemeinde 1927 bei derselben Gießerei Ersatz an. Während des Zweiten Weltkriegs wurden erneut drei Sundwiger Glocken beschlagnahmt und eingeschmolzen, die kleinste blieb im Turm und existiert bis heute. Am 23. Juli 1953 wurde in der Glockengießerei Junker in Brilon ein neues Geläut gegossen. Die folgende Tabelle bietet eine Übersicht über die heutigen Glocken:
| Name             | Schlagton | Durchmesser | Gewicht | Inschrift |
| ---------------- | --------- | ----------- | ------- | --- |
| Herz-Jesu-Glocke | e′        | 122 cm      | 1315 kg | „Herz Jesu Unser Friede Unsere Versöhnung, Erbarme Dich Unser“ |
| Bonifatiusglocke | g′        | 102 cm      | 780 kg  | „Bonifatius wurde ich durch Pfarrer Bals genannt 1914/18 wurde ich vom Turm verbannt Neu ließ mich Pfarrer Habbel 1927 erstehen Doch unter Pfarrer Berkenkopf musste ich wieder gehen Seit 1953 darf ich wieder neu erklingen Und Gottes Lob vom Turme singen“ |
| Josefsglocke     | a′        | 91 cm       | 550 kg  | „Hilf Josef; Schuldlos uns durch,s Leben gehen und lass uns immer unter deinem Schutze stehen“ |
| Regina pacis     | h′        | 81 cm       | 311 kg  | „Maria Pacis Der Friedenskönigin bin ich geweiht Erbitt' uns Frieden und Einigkeit ME D.D.W. Werth 1905 – in piam memoriam in bello mortuorum _ congregatio juvenura 1927“                                                                                     |

## Renovierungen und Umbauten

### 1935 bis 1950

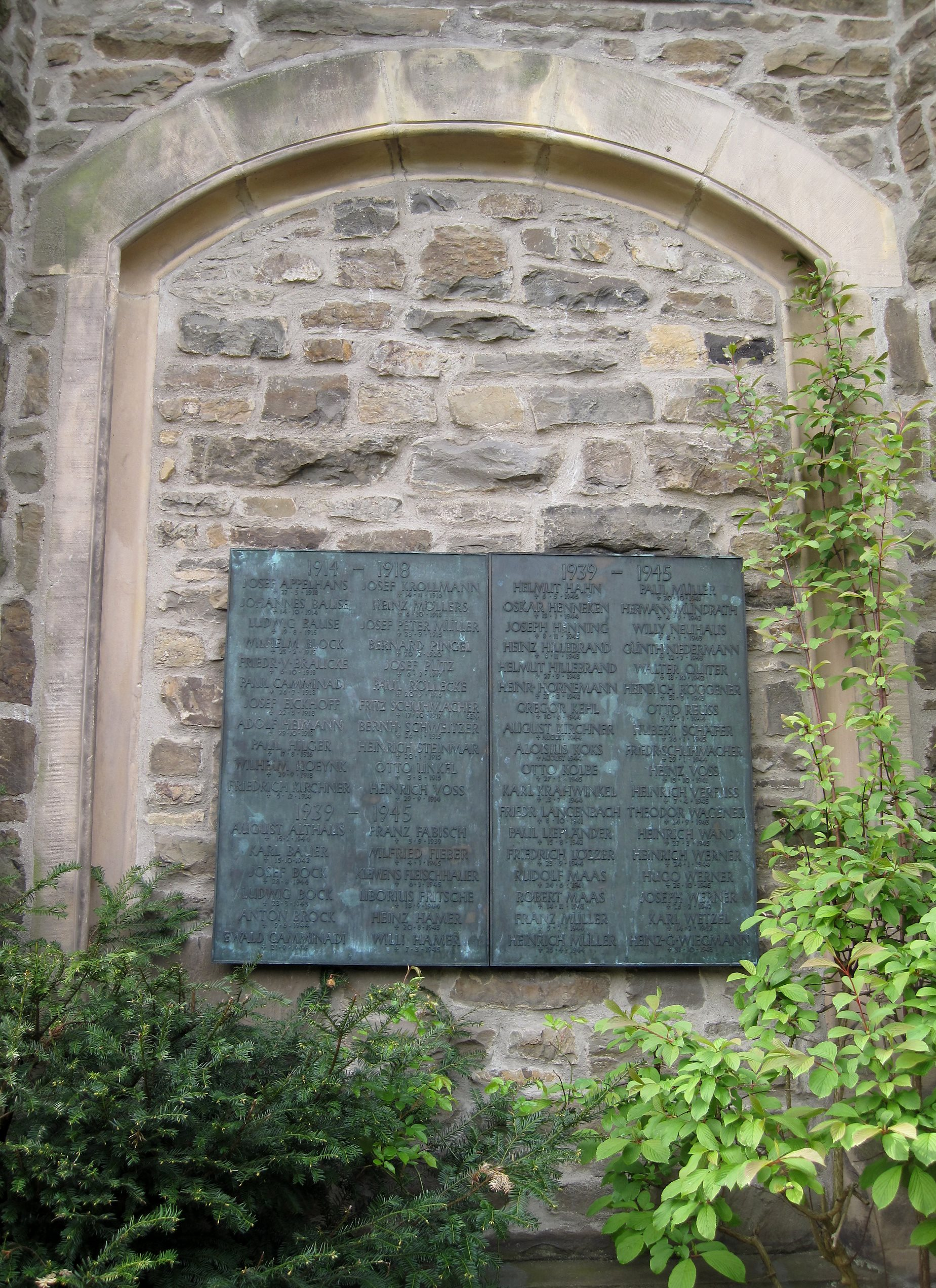
Gedenktafeln an der Kirchenwand

In den Jahren 1935 bis 1945 fanden zahlreiche Umbauten und Renovierungen an und in der Kirche statt. So kam im Jahre 1935 ein neuer Hochaltar und im Sommer 1938 wurde die Kirche innen neu ausgemalt.
Am Freitag, 13. April 1945, dem Tag des Kriegsendes in Hemer, waren morgens erstmals Granatfeuer in Sundwig zu hören. Der Sundwiger Kirchturm schien sowohl für amerikanische, als auch für die deutsche Artillerie ein Richtpunkt zu sein. Eine Granate durchschlug das Dach der Kirche über dem Chor, eine zweite über dem Männerschiff und riss ein Loch in das Gewölbe und eine dritte zerstörte von den drei gemalten Chorfenstern eines vollständig und beschädigte die beiden anderen schwer. Auch die Fenster über den Seitenaltären werden zum Teil beschädigt. Im Inneren der Kirche war der Fußboden vollständig mit Schutt bedeckt. Durch zügige Aufräumarbeiten konnte bereits am folgenden Sonntag wieder Gottesdienst gehalten werden. Auch die entstandenen Schäden wurden rasch behoben.
Nach 1950 musste eine neue Heizung angeschafft werden. Die Dachrinnen wurden erneuert, das Dach ausgebessert und die komplette Kirche von außen neu verfugt. Außerdem wurde in dieser Zeit eine neue Orgel mit 1400 Pfeifen installiert. Die drei im Krieg verloren gegangenen Glocken wurden 1953 durch neue ersetzt.

### 1965 bis 1967
1965 fand der größte Umbau des Innenraumes statt. Anlass hierfür war zum einen die liturgische Neuordnung durch das Zweite Vatikanische Konzil: Der Altar rückte in die Mitte, da der Pfarrer den Gottesdienst nicht mehr mit dem Rücken zur Gemeinde zelebrierte. Der alte Hochaltar wurde abgerissen und durch eine Tabernakelstele ersetzt. Zahlreiche Gipsfiguren, die Kommunionbank und die Kanzel wurden entfernt. Andererseits befand sich das Bauwerk jedoch auch in schlechtem Zustand, so dass das Mauerwerk trockengelegt und die Fenster ausgebessert oder ersetzt werden mussten. Nach einem neuen Innenanstrich, der Installation einer neuen Beleuchtung und zahlreichen weiteren Veränderungen erwies sich die Kirche als von Grund auf renoviert.
Die alte Taufkapelle rechts vom Turm wurde abgerissen und zu einem weiteren Nebeneingang umgewandelt. Der Seiteneingang im rechten Seitenschiff wurde verschlossen. Heute hängt hier von außen eine Gedenktafel die den Gefallenen der beiden Weltkriege gedenkt. Die im Wert von rund 430.000 DM von Grund auf renovierte Kirche konnte mit der Weihe des neuen Altars durch Bischof Paul Nordhues am 17. Dezember 1967 wieder ihrer Bestimmung übergeben werden.

### 1987 bis 1990

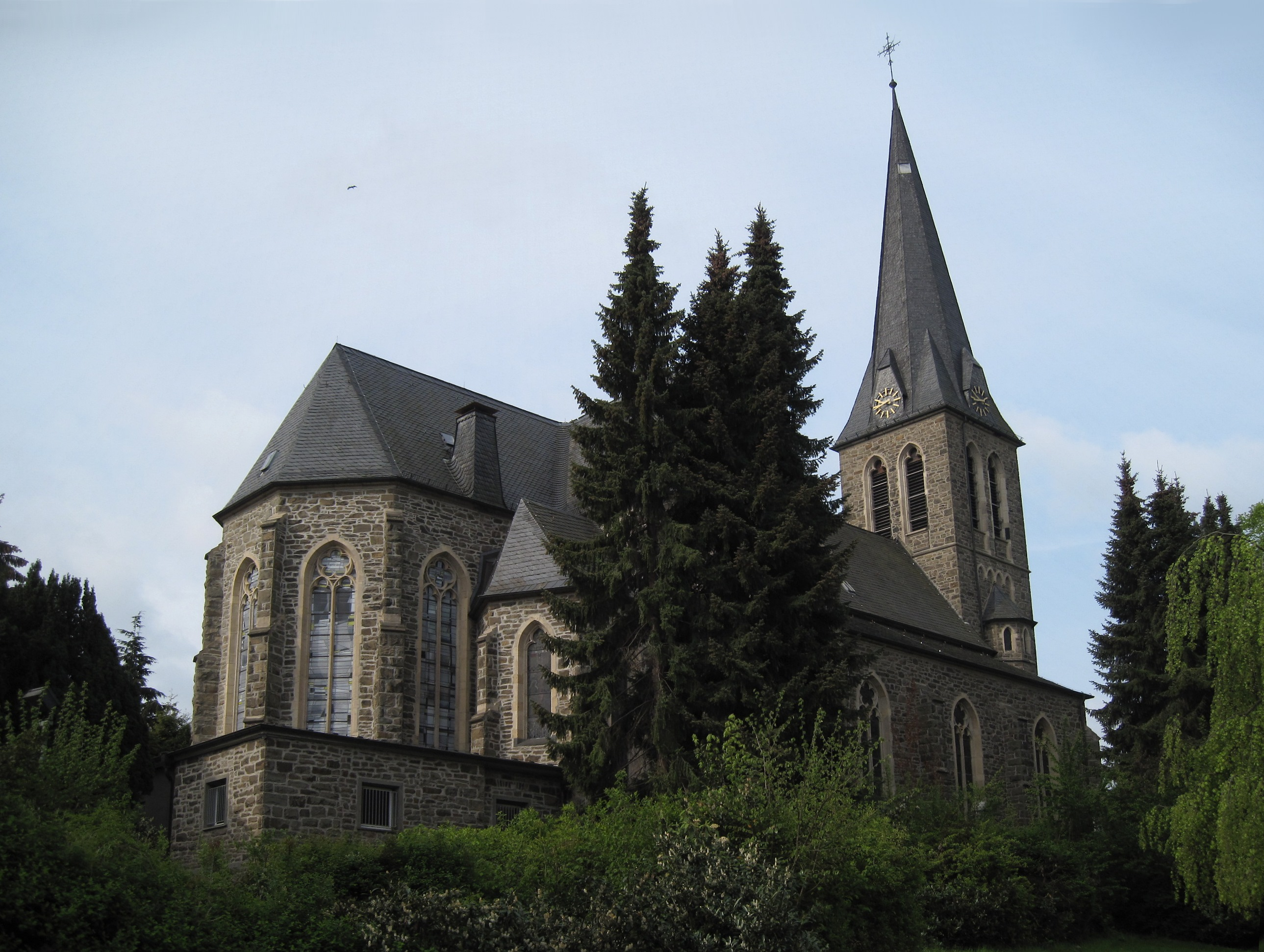
St. Bonifatius (2010)

Im Jahre 1980 stand unter dem damaligen Pfarrer Seite die nächste große Renovierung der Kirche an. Am 1. Juni 1980 wurde der letzte Gottesdienst in der Kirche gefeiert. Während der Maßnahmen fand der Gottesdienst im Pfarrheim der Gemeinde statt. In diesem Zuge wurden das Kircheninnere erneut gestrichen, die Beleuchtung ausgetauscht und die Heizungsanlage modernisiert. Diese Arbeiten wurden nach drei Monaten abgeschlossen. Am 7. September 1980 konnte der erste Gottesdienst wieder in der Kirche gefeiert werden. Bereits zwei Jahre zuvor war eine neue Orgel für die Kirche im Wert von 130.000 DM gekauft und installiert worden.
Im Jahre 1985 folgten die Neuverfugung des Turmes sowie die Reparatur und Wiederherstellung der Läuteanlage und der Turmuhr. Weitere Arbeiten waren von 1989 bis 1990 an der Kirche notwendig. Die Fugen der Außenmauern waren undicht und ließen Feuchtigkeit ins Innere, so dass sie komplett ausgetauscht werden mussten.

## Gemeindeleben

### Liste der Pfarrer
Mit der Abpfarrung 1896 wurde St. Bonifatius zu einer eigenständigen Pfarrei erhoben. Seither waren folgende Pfarrer in Sundwig tätig.
- 1898 bis 1908: Franz Bals. Als erster Pfarrer der Gemeinde initiierte er den Bau der heutigen Kirche.
- 1908 bis 1913: August Dinkloh. In seiner Amtszeit wurde vor allem die Ausstattung des Kirchengebäudes, etwa mit Bänken, fortgesetzt.
- 1913 bis 1935: Josef Habbel. Die drei im Ersten Weltkrieg beschlagnahmten Glocken wurden in seiner Amtszeit zurückgekauft. Außerdem richtete er eine Vikarie in Westig ein, aus der sich 1948 eine eigene Pfarrei entwickelte.
- 1935 bis 1964: Friedrich Berkenkopf. Als Pfarrer während und nach dem Zweiten Weltkrieg beseitigte er die Kriegsschäden an der Kirche. Er wurde wegen einer Erkrankung zwischen 1960 und 1964 von Pater Beda OFM unterstützt.
- 1964 bis 1969: Reinhard Wilhelmi. Der bei Amtseinführung noch sehr junge Pfarrer leitete die großen Renovierungsarbeiten Ende der 1960er-Jahre, um die Kirche vor dem Verfall zu bewahren. Ab 1966 wurde er von einem Vikar unterstützt, der die Gemeindearbeit für Deilinghofen übernahm. 1969 wurde er in den Laienstand zurückversetzt, um zu heiraten.
- 1969: Richard Kober. Der eigentlich nur für Deilinghofen zuständige Vikar übernahm die Leitung der Pfarrei für einige Wochen provisorisch.
- 1969 bis 1993: Günter Seite. Der Pfarrer organisierte die Bauarbeiten für das Gemeindezentrum Deilinghofen und die Gründung eines katholischen Kindergartens.
- 1993–2014: Marian Wieczorek. Die Ökumene ist einer der Schwerpunkte zu Beginn des 21. Jahrhunderts, unter Wieczorek begann die Durchführung gemeinsamer Gemeindefeste mit der evangelischen Gemeinde Hemer-Süd.

### Aktuelle Gemeindearbeit
Zur Erhaltung der Kirche hat sich in Sundwig ein Kirchbauverein St. Bonifatius gegründet. Außerdem unterhält die Gemeinde einen Kindergarten, in dem rund 70 Jungen und Mädchen betreut werden. Ein Sachausschuss Eine Welt unterstützt die kirchliche Arbeit in Entwicklungsländern, insbesondere den Aufbau und Unterhalt einer Krankenstation in Tansania. Darüber hinaus gibt es einen Kirchenchor, eine Gruppe der Katholischen Jugend und der Katholischen Frauengemeinschaft, ein Frauenkreis, ein Seniorentreff, ein Frauentanzkreis sowie Kindergruppen.
Um die Ökumene zu stärken, feiert St. Bonifatius die Gemeindefeste gemeinsam mit dem evangelischen Pfarrbezirk Hemer-Süd. Nach einem konfessionell getrennten Gottesdienst zieht im jährlichen Wechsel eine Gemeinde zum jeweiligen Gastgeber. In der Bonifatius-Kirche befindet sich dabei ebenso wie in der evangelischen Christuskirche ein halbes Kreuz, das in diesem Rahmen zusammengeführt wird. Im Deilinghofer Bereich der Pfarrgemeinde wird die Verbindung zur dortigen evangelischen Gemeinde durch eine gemeinsame Feier des Buß- und Bettag gepflegt.